# Święty Tobiasz
Święty Tobiasz (zm. w 320) –  męczennik wczesnochrześcijański. 
Był żołnierzem rzymskim stacjonującym w Sebaście w Armenii. W tym okresie jeden z dwóch współrządzących cesarzy, Licyniusz, wbrew edyktowi Konstantyna Wielkiego z 313 roku, nadal prześladował chrześcijan w swoich prowincjach. 
Tobiasz, znany z gorliwości religijnej, został razem z 9 towarzyszami zamęczony przez swojego dowódcę Marcelego. Najpierw biczowano ich, później wyrwano zęby i na koniec spalono żywcem. 
W Martyrologium Rzymskim Tobiasz wraz z towarzyszami widnieje pod dniem 2 listopada.
Święty Tobiasz jest patronem:
- podróżników
- lekarzy
- osób poszukujących rozwiązań[3]